# Wendell (nome)
Wendell  è un nome proprio di persona inglese maschile.

## Origine e diffusione
Riprende il cognome inglese Wendell, che è derivato dal nome proprio tedesco e olandese Wendel, variante di Wendelin.

## Onomastico
Si tratta di un nome adespota, ovvero privo di santo patrono; il suo onomastico può essere festeggiato in occasione di Ognissanti, il 1º novembre.

## Persone

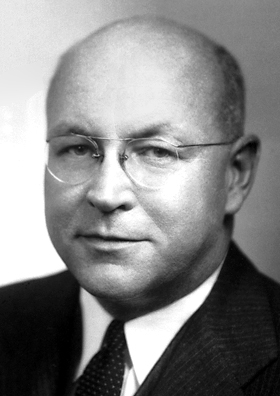
Wendell Meredith Stanley

- Wendell Alexis, cestista e allenatore di pallacanestro statunitense
- Wendell Anderson, politico statunitense
- Wendell Corey, attore statunitense
- Wendell Hudson, cestista e allenatore di pallacanestro statunitense
- Wendell Ladner, cestista statunitense
- Wendell Lissimore, modello statunitense
- Wendell Mottley, atleta, economista e politico trinidadiano
- Wendell Sailor, rugbista australiano
- Wendell Meredith Stanley, biochimico e virologo statunitense
- Wendell White, cestista statunitense
- Wendell Willkie, politico statunitense

## Il nome nelle arti
- Wendell Bassett è un personaggio della serie televisiva Wendell & Vinnie.
- Wendell P. Bloyd è un personaggio della raccolta di racconti di Edgar Lee Masters Antologia di Spoon River.
- Wendell Borton è un personaggio della serie animata I Simpson.